# Pseudomonas syringae
Pseudomonas syringae là một vi khuẩn hình roi, gram âm..
P. syringae thuộc chi Pseudomonas và dựa trên phân tích 16S rRNA, nó được đặt trong nhóm P. syringae. It is named after the lilac tree (Syringa vulgaris), from which it was first isolated.

## Ứng dụng
Các nghiên cứu được tiến hành ở nhiều phòng thí nghiệm đều cho thấy vi khuẩn có thể tác động trực tiếp tới quá trình hình thành đám mây trong các giai đoạn chúng sinh sôi nảy nở. Về mặt hóa học, những hóa chất mà vi khuẩn tiết ra để vận chuyển dưỡng chất qua các màng tế bào hoàn toàn có khả năng phá vỡ lực căng bề mặt của nước. Chính những hóa chất này đã tham gia vào quá trình hình thành giọt mưa. Chẳng hạn vi khuẩn Pseudomonas syringae có một loại protein có khả năng liên kết các phân tử nước, biến chúng thành các cấu trúc hình lưới. Nhờ đó băng có thể hình thành ở nhiệt độ trên 0oC. Khi các tinh thể băng (có vi khuẩn bên trong) rơi khỏi mây, chúng tạo ra tuyết hoặc mưa (nếu băng tan chảy). Đây cũng chính là cơ sở của công nghệ sử dụng iodur bạc và băng khô để tạo thành các đám mây và mưa nhân tạo. Nhiều địa điểm trượt tuyết cũng đã sử dụng chất đông lạnh chứa vi khuẩn có cấu tạo hạt nhân dạng băng để tạo tuyết.
1. ↑  Anzai, Y; Kim, H; Park, JY; Wakabayashi, H; Oyaizu, H (2000). "Phylogenetic affiliation of the pseudomonads based on 16S rRNA sequence". International journal of systematic and evolutionary microbiology. Quyển 50 Pt 4. tr. 1563–89. doi:10.1099/00207713-50-4-1563. PMID 10939664.
2. ↑  Kreig, N. R.; Holt, J. G., biên tập (1984). Bergey's Manual of Systematic Biology. Baltimore: Williams and Wilkins. tr. 141–99.